# Gary Kurtz
Gary Douglas Kurtz (Los Ángeles, California; 27 de julio de 1940-Londres, Inglaterra; 23 de septiembre de 2018) fue un productor y director de cine estadounidense.
Kurtz es conocido por producir las dos primeras películas de la saga de Star Wars, La Guerra de las Galaxias, IV (1977) y El Imperio contraataca, V (1980), aunque George Lucas y él ya colaboraron juntos en la producción de American Graffiti en 1973.
También produjo la película de Frank Oz The Dark Crystal (Cristal oscuro, 1982) y la secuela no oficial de El mago de Oz, Oz, un mundo fantastico (1985).

## Inicio de su carrera
Durante 1965, Kurtz fue ayudante de dirección en un western de Monte Hellman, Ride in the Whirlwind, protagonizado por Jack Nicholson para Proteus Films. Luego se desempeñó como gerente de producción en Voyage to the Prehistoric Planet, con Basil Rathbone y Faith Domergue, para American International Pictures. Trabajó además como un asistente del director y director de la segunda unidad, así como operador de cámara para la segunda unidad, en la comedia musical Beach Ball para Paramount Pictures. En 1966, fue otra vez gerente de producción en Queen of Blood, con John Saxon, Basil Rathbone y Dennis Hopper y como interino de técnico de sonido en Blood Bath, ambas para American International Pictures. También trabajó como asistente del operador de cámara en otro western de Monte Hellman, The Shootin, protagonizado por Warren Oates y Jack Nicholson y finalmente múltiples oficios como gerente de producción, ayudante de dirección y montador en The Hostage, protagonizada por Harry Dean Stanton, ambos para Crown International Pictures.
La carrera de Kurtz fue interrumpida entre 1966 y 1969 cuando fue reclutado a U.S. Marine Corps. (Marina).
Después de terminar su servicio militar se encaminó hacia el mundo de las películas, trabajando como productor asociado en el neonoir protagonizado por Warren Oates Chandler para Metro-Goldwyn-Mayer y Two-Lane Blacktop con Monte Hellman para Universal Pictures, ambas en 1971.

## Colaboración con George Lucas y Lucasfilm

### American Graffiti
Gary Kurtz y George Lucas colaboraron por primera vez en 1973 en la película American Graffiti (conocida en Latinoamérica como Locura americana). Lucas y el productor Kurtz inicialmente tomaron el script de American International Pictures, mostrando interés pero finalmente consideraron que American Graffiti no tenía violencia ni sexualidad de acuerdo a los estándares del estudio. El par posteriormente encontró apoyo de Universal Pictures, quienes permitieron a Lucas un control total artístico así como el privilegio de tener derecho al montaje definitivo con la condición que él y Kurtz hicieran American Graffiti con un presupuesto estrictamente limitado.
Universal inicialmente había calculado un presupuesto de 600.000 dólares, pero se agregaron 175.000 más una vez que el productor Francis Ford Coppola firmó y fue coproductor con Kurtz. Esto permitiría al estudio anunciar American Graffiti como "Del hombre que te dio el Padrino". El rodaje prosiguió sin más interferencias por parte de Universal.

## Premios y distinciones
Premios Óscar
| Año  | Categoría      | Película                           | Resultado |
| ---- | -------------- | ---------------------------------- | --------- |
| 1974 | Mejor película | American Graffiti                  | Nominado  |
| 1978 | Mejor película | Star Wars: Episode IV - A New Hope | Nominado  |